# Idlewild South
| 전문가 평가                   | 전문가 평가 |
| 평가 점수                     | 평가 점수   |
| 출처                          | 점수        |
| ----------------------------- | ----------- |
| AllMusic                      | [ 1 ]       |
| Christgau's Record Guide      | B+          |
| Encyclopedia of Popular Music | [ 3 ]       |
| Rolling Stone Album Guide     | [ 4 ]       |
| The Village Voice             | B+          |

《Idlewild South》는 미국의 서던 록 밴드 올맨 브라더스 밴드의 두 번째 스튜디오 음반이다. 톰 다우드가 프로듀싱한 이 음반은 1970년 9월 23일, 앳코 레코드와 카프리콘 레코드에 의해 미국에서 발매되었다. 1969년 데뷔가 발표된 후 올맨 브라더스 밴드는 음반을 홍보하기 위해 미국을 광범위하게 순회했지만 상업적인 성공은 거두지 못했다. 그러나 그들의 공연은 1970년 음반 《Layla and Other Assorted Love Songs》에 그룹 리더 듀안 올맨을 초대한 에릭 클랩튼과 같은 더 유명한 음악가들에게 긍정적인 입소문을 만들어냈다.
밴드의 거침없는 투어 일정으로 인해 《Idlewild South》는 뉴욕, 마이애미 및 밴드의 입양된 고향인 조지아주 메이컨을 포함한 다양한 도시에서 5개월에 걸쳐 점진적으로 녹음되었다. 톰 다우드는 이전에 그룹의 데뷔를 녹음하려고 했지만 사용할 수 없었다. 《Idlewild South》에서 제공된 자료는 이 기간 동안 작성되었으며 공연에서 도로에서 테스트되었다. 음반의 제목은 밴드가 빌려준 시골 오두막에 대한 밴드의 별명에서 비롯되었으며 리허설 및 파티에 사용되었다. 《Idlewild South》는 밴드의 가장 잘 알려진 두 곡인 〈Midnight Rider〉 (나중에 다양한 아티스트의 히트곡)와 〈In Memory of Elizabeth Reed〉가 수록되어 있으며, 이 곡은 밴드의 유명한 콘서트 넘버 중 하나가 되었다.

## 배경
올맨 브라더스 밴드는 1969년 3월에 결성되어 함께 음악을 작곡하고 투어를 하기 시작했다. 그 해 8월까지 이 그룹은 애틀랜틱 레코드의 한 부서인 카프리콘 레코드에서 그해 11월에 발매된 자체 타이틀 데뷔인 《The Allman Brothers Band》를 녹음했다. 이 음반은 처음 발매되었을 때 35,000장 미만이 팔리면서 상업적으로 좋지 않은 반응을 얻었다. 경영진은 밴드의 매니저이자 카프리콘 회장인 필 월든에게 그들의 노출을 늘리기 위해 밴드를 뉴욕이나 로스앤젤레스로 이전할 것을 제안했다. "그들은 우리가 "록 밴드처럼" 행동하기를 원했고 우리는 그저 그들에게 "그들 자신에게 빌어먹을"라고 말했다. 그들의 입장에서는 낙관적이었고, 남부에 머물기로 선택했다. "모두가 우리가 저 아래 길 옆에 떨어질 것이라고 말했다"라고 그렉 올맨이 말했지만, 밴드와 카프리콘 레코드의 협력은 "이 졸린 작은 마을의 메이컨을 자전거와 로커로 가득 찬 매우 힙하고, 열광적이고, 미친 곳으로 변화시켰다." 1970년 3월, 오클리의 아내는 메이컨의 바인빌 애비뉴 2321번지에 있는 빅토리안의 큰 집을 빌렸고, 그들은 이 집을 "빅 하우스"라고 불렀다.
《Idlewild South》는 크림과 존 콜트레인과의 작업으로 유명한 톰 다우드와 함께한 밴드의 첫 번째 노력이었다. 다우드는 메이콘에 있는 카프리콘 사운드 스튜디오를 방문하던 중 밴드의 리허설을 처음 들었고, 그들의 이름을 묻고 월든에게 "그들을 거기서 꺼내 스튜디오에서 나에게 줘. 그들은 리허설을 할 필요가 없어. 그들은 녹음할 준비가 되어 있어."라고 말했다. 다우드는 처음에 데뷔 음반에서 밴드와 함께 작업할 예정이었지만 마지막 순간에 쫓겨났다. 처음에 밴드는 친구이자 동료인 조니 샌들린에게 두 번째 음반의 프로듀싱을 요청했지만, 녹음이 조금씩 가까워지면서 그들이 그가 다우드와 공동 프로듀싱을 하기를 원하는 것이 분명해졌다. 그들의 첫 번째 세션 중 하나에서 샌들린은 제안을 하고 공동 프로듀서로 연기했지만, 아무도 다우드에게 알리지 않았다. 샌들린은 당황하여 스튜디오로 돌아오지 않았다.

## 곡 목록
모든 곡들은 특별한 언급이 없는 한 그렉 올맨에 의해 작사/작곡하였다.
| #  | 제목                            | 작사·작곡            | 재생 시간 |
| -- | ------------------------------- | -------------------- | --------- |
| 1. | 〈Revival〉                     | 디키 베츠            | 4:04      |
| 2. | 〈Don't Keep Me Wonderin'〉     |                      | 3:40      |
| 3. | 〈Midnight Rider〉              | 올맨, 로버트 킴 페인 | 3:00      |
| 4. | 〈In Memory of Elizabeth Reed〉 | 베츠                 | 6:54      |

| #  | 제목                       | 작사·작곡 | 재생 시간 |
| -- | -------------------------- | --------- | --------- |
| 1. | 〈Hoochie Coochie Man〉    | 윌리 딕슨 | 4:54      |
| 2. | 〈Please Call Home〉       |           | 4:00      |
| 3. | 〈Leave My Blues at Home〉 |           | 4:15      |